# ماکیتو اوهارا
ماکیتو اوهارا (ژاپنی: 上原 牧人؛ زادهٔ ۲۰ نوامبر ۱۹۹۸) یک بازیکن فوتبال اهل ژاپن است.
از باشگاه‌هایی که در آن بازی کرده‌است می‌توان به باشگاه فوتبال ریوکیو اشاره کرد.